# Junta de Salvação Pública

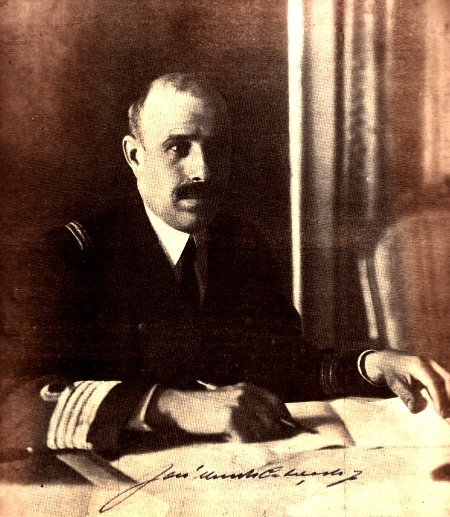
José Mendes Cabeçadas, presidente da Junta de Salvação Pública, e futuro presidente do Ministério com as prerrogativas de presidente da República.

A Junta de Salvação Pública foi a designação dada ao órgão político-militar que assumiu o poder durante o golpe de 28 de Maio de 1926. A junta foi criada em Lisboa, logo no dia 28 de Maio, sob a chefia do almirante José Mendes Cabeçadas, lançando nesse dia um manifesto. Nos dias imediatos assumiu a plenitude do poder político, recebendo a demissão, primeiro do Governo e depois, já com o seu líder nomeado presidente do Ministério, do presidente da República. O nome escolhido para a junta foi o mesmo que fora utilizado oficiosamente pela junta sidonista de 17 de Março de 1918.

## Historial
Iniciado o movimento revoltoso em Braga, às 6 horas da manhã do dia 28 de Maio de 1926, comandado pelo general Manuel Gomes da Costa que se encontrava naquela cidade, logo em Lisboa se formou uma junta político-militar, auto-intitulada de Junta de Salvação Pública, liderada pelo almirante Mendes Cabeçadas, que lançou um manifesto e se assumiu como a representação na capital dos revoltosos.
A junta era composta por composta por José Mendes Cabeçadas (presidente) e por Armando da Gama Ochôa, Jaime Baptista e Carlos Vilhena.
No dia 29 de Maio, depois da guarnição de Lisboa aderir ao golpe e do general Óscar Carmona, que se encontrava em Elvas, assumir o comando da 4.ª divisão do Exército, aquartelada em Évora, o governo de António Maria da Silva apresentou a demissão ao presidente da junta.
Em consequência dessa demissão, no dia 30 de Maio, Mendes Cabeçadas aceitou o convite do presidente Bernardino Machado para assumir o cargo de presidente do Ministério e a pasta de ministro da Marinha, acumulando interinamente todas as outras pastas. Esta situação entregou formalmente o poder político ao líder da Junta de Salvação Pública, a qual assumira já de facto o governo do Estado. Com a tomada de posse de Mendes Cabeçadas como presidente do Ministério, ocorrida nesse mesmo dia 30 de Maio, a junta foi formalmente dissolvida.
No dia 31 de Maio, por ordem do ministro da Guerra da Junta, foi encerrado o Congresso da República. Nesse mesmo dia, Bernardino Machado apresentou a sua demissão do cargo de presidente da República, entregando os seus poderes a Mendes Cabeçadas.